# Coccobius stanfordi
Coccobius stanfordi är en stekelart som först beskrevs av Howard 1914.  Coccobius stanfordi ingår i släktet Coccobius och familjen växtlussteklar. Inga underarter finns listade i Catalogue of Life.